# 前場文夫
前場 文夫（ぜんば ふみお、1943年（昭和18年）3月3日 - ）は、日本の政治家。前・茨城県結城市長（2期）、元・結城市議会議員（7期）。

## 来歴
出身地は不明（茨城県か栃木県）。栃木県立栃木高等学校卒業。日本大学経済学部中退。1983年（昭和58年）4月に結城市議会議員に就任。以後市議を7期務める。
2000年（平成12年）8月から2003年（平成15年）4月までの間、結城市議会議長を務めた。
2011年（平成23年）8月7日に行われた結城市長選挙に無所属で立候補。自由民主党とみんなの党の推薦を受けた司法書士の小林栄を128票差で破り初当選した（前場：10,817票、小林：10,689票）。投票率は51.21％。8月24日、市長就任。
2015年（平成27年）2月24日、再選を目指して立候補する意向を表明。同年8月9日に行われた市長選挙において元市議の立川博敏を破り再選（前場：11,482票、立川：7,818票）。投票率は46.59％。
2019年（令和元年）の市長選は候補者4人がひしめく中、順位3位で落選した。2011年の市長選で前場に惜敗した小林栄が初当選した。
2021年4月の春の叙勲で旭日中綬章受章。